# Antanandava (Ambatondrazaka)
Antanandava is een plaats en commune in het oosten van Madagaskar, behorend tot het district Ambatondrazaka, dat gelegen is in de regio Alaotra-Mangoro. Tijdens een volkstelling in 2001 telde de plaats 8.464 inwoners.
De plaats biedt enkel lager onderwijs aan. 85 % van de bevolking werkt als landbouwer, 4 % houdt zich bezig met veeteelt en 10 % verdient zijn brood als visser. De belangrijkste landbouwproducten zijn rijst en pinda's; ander belangrijk product is mais. Verder is 1% actief in de dienstensector.